# Fusolatirus higoi
Fusolatirus higoi is een slakkensoort uit de familie van de Fasciolariidae. De wetenschappelijke naam van de soort is voor het eerst geldig gepubliceerd in 2005 door Snyder & Callomon.